# Borowan
Borowan (bułg. Борован) – wieś w Bułgarii, w obwodzie Wraca, siedziba gminy Borowan. Według danych szacunkowych Ujednoliconego Systemu Ewidencji Ludności oraz Usług Administracyjnych dla Ludności, 15 września 2023 roku miejscowość liczyła 2249 mieszkańców.

## Historia
Ślady epoki brązu odnaleziono na terenie „Waskowskiego czukaru”. Ustalono, że w I tysiącleciu p.n.e w regionie Borowana znajdują się dwie trackie osady i dwie trackie nekropolie grobowe, odpowiednio w miejscach „Ezeroto” i „Tiew łyg”. Znaleziono tracką broń i żelazne uzdy z II wieku p.n.e. Dzisiejsza wieś Borowan leży na pozostałościach dużej osady tracko-rzymskiej, o czym świadczą odkopane groby (I–IV w.), ceramika i rzymskie monety. Na wysokości kopca borowańskiego zachowała się część fundamentów murów i wież późnorzymskiej twierdzy. Odkryto także pozostałości średniowiecznej osady bułgarskiej. Nazwa Borowan sięga bułgarskiego średniowiecza. W dokumencie z 1614 r. (metryka Timara) odnaleziono listę nazwisk 325 mieszkańców wsi Borowan, w tym 5 popów, prawdopodobnie w tym czasie istniał tu kościół i szkoła komórkowa kształcąca popów i nauczycieli. W 1820 roku w Borowanie otwarto jedną z pierwszych szkół świeckich. W 1843 roku mieszkańcy Borovana zbudowali kamienną cerkiew pod nazwą „Św. Paraskewy”.